# Eva Novšak - Houška
Eva Novšak - Houška, slovenska mezzosopranistka in pedagoginja, * 16. november 1942, Maribor, † 12. december 2023, Ljubljana.
Na Akademiji za glasbo v Ljubljani je sprva diplomirala kot pianistka v razredu prof. Hilde Horak, tri leta pozneje, 1967, pa še iz solopetja v razredu prof. Ksenije Kušej Novak. Na isti akademiji je opravila tudi podiplomski študij iz solopetja, nadaljevala pa ga je v salzburškem Mozarteumu pri prof. Paulu Schillhawskem in nato na Visoki šoli za glasbo na Dunaju pri pevcu in pedagogu Antonu Dermoti, kjer je končala specializacijo in prejela priznanje kot najboljša študentka v letniku. V času študija v Sloveniji je prejela študentsko Prešernovo nagrado, prodor na domače in tuje koncertne odre pa sta ji omogočili 1. mesto na jugoslovanskem tekmovanju mladih glasbenikov v Zagrebu leta 1969 in sodelovanje na mednarodnem tekmovanju mladih glasbenikov v Parizu leta 1970, na katerem se je uvrstila med devet finalistov, ki so nastopili na koncertu finalistov Midem v francoskem Cannesu.  
Na domačih in tujih odrih se je uveljavila predvsem kot izrazita koncertna pevka vseh slogovnih obdobij, še posebej pa kot izvajalka sodobne in avantgardne glasbe. Navduševala je kot izvrstna in predana izvajalka samospeva ter za svoje nastope prejela pohvalne kritike. Koncertirala je v mnogih evropskih državah ter na daljših turnejah v Kanadi in Franciji, večkrat tudi s Triom Lorenz in sopranistko Zlato Ognjanovič. Nastopila je v več opernih produkcijah, mdr. v vlogi Erde v Wagnerjevi operi Rensko zlato (Zagreb in Ljubljana, 1983–1984) pod taktirko Lovra von Matačića in v vlogi Oktavijana v Straussovem Kavalirju z rožo pod taktirko Vladimirja Benića (Zagreb, 1983). 
Bila je redna gostja priznanih festivalov, Midem Classic v Cannesu, Dubrovačke ljetne igre, Baročni festival Varaždin, Bemus Beograd, Dnevi glasbe v Budvi, Glasbene tribune v Opatiji, Steiricher Herbst v Gradcu, Ohridsko ljeto, Zagrebški bienale, Varšavska jesen, Festival komorne glasbe Radenci in Festival Ljubljana. 
Kot solistka je nastopila z vsemi slovenskimi, jugoslovanskimi in mnogimi tujimi orkestri. Sodelovala je z večino dirigentov, ki so v njenem ustvarjalnem obdobju dirigirali orkestrom v našem kulturnem prostoru: Lovrom von Matačićem, Milanom Horvatom, Samo Hubadom, Antonom Nanutom, Urošem Lajovicem, Markom Munihpm, Milivojem Šurbekom, Cirilom Cvetko, Markom Letonjo, Vjekoslavom Šutejem, Pavletom Dešpaljem, Vladimirjem Kranjčevićem, Oskarjem Danonom, Hartmutom Haenchenom in Nikolajem Aleksejevim. Na področju komorne glasbe je bila stalna sodelavka tedaj najvidnejših ansamblov naše regije, Ansambla Slavka Osterca, Tria Lorenz, Zagrebškega kvarteta, Zagrebških solistov. Krstno je izvedla številna dela slovenskih skladateljev, mnoga so bila skomponirana prav za njo. Med drugimi so to Canticum Resianum in Pesmi za Evo skladatelja Uroša Kreka, kantati Požgana trava in Novembrske pesmi Lojzeta Lebiča, Sosredja Pavla Šivica, Gozdni odmevi Jakoba Ježa, Pesmi sanj Ljuba Rančigaja in ciklus samospevov Odisej Marijana Lipovška. 
Za arhiv Radia Slovenija je v obdobju med letoma 1968 in 1995 posnela na stotine vokalno instrumentalnih skladb slovenskih skladateljev, iz tega naslova je prejela tudi Župančičevo nagrado in Društva slovenskih skladateljev. Poleg koncernega udejstvovanja se je Eva Novšak - Houška ves čas do upokojitve leta 2012 posvečala tudi pedagoškemu delu kot profesorica na pevskem oddelku Akademije za glasbo Univerze v Ljubljani. Med njenimi številnimi študenti so bili tudi: Irena Baar, Branko Robinšak, Jolanda Korat, Marina Jajić, Kristina Beck, Božena Svalina, Željka in Neda Martić, Biserka Petković, Marjetka Podgoršek, Zoran Potočan, Edita Garčević Koželj, Marjan Trček, Mojca Vedernjak, Katja Konvalinka, Vera Danilova (sopranistka), Barbara Nagode, Egon Bajt, Nataša Krajnc Zupan, Katarina Lenarčič, Elena Dobravec in Danilo Kostevšek. 